# 傾性
傾性（けいせい）は、植物体が外界からの刺激の方向とは無関係に一定方向に屈曲すること。刺激の方向と無関係におこることが屈性とは異なる。
傾性には成長を伴う成長運動による光傾性や温度傾性などと膨圧の変化による膨圧運動によるものとがある。